# Aeroportul Arar Domestic
Aeroportul Arar Domestic (IATA: RAE, ICAO: OERR) este un aeroport din Al Hudud ash Shamaliyah, Arabia Saudită ce deservește zona Arar⁠(d). Aeroportul a fost tranzitat în 2021 de 247.384 de pasageri. A fost numit după zona deservită.
Situat la o altitudine de 553 m, aeroportul dispune de o singură pistă.